# Championnat de Tunisie de football 1997-1998
Navigation
Saison précédente Saison suivante
La saison 1997-1998 du Championnat de Tunisie de football était la 43e édition de la première division tunisienne à poule unique, la Ligue Professionnelle 1. Les quatorze meilleurs clubs tunisiens jouent les uns contre les autres à deux reprises durant la saison, à domicile et à l'extérieur. En fin de saison, pour permettre le passage de la LP1 de 14 à 16 clubs, il n'y a pas de clubs relégués et les deux meilleurs clubs de Ligue Professionnelle 2 sont promus.
L'Espérance sportive de Tunis décroche le 13e titre de champion de Tunisie de son histoire en terminant en tête du classement, avec 10 points d'avance sur le Club Africain - vainqueur de la Coupe de Tunisie - et 21 sur le tenant du titre, l'Étoile sportive du Sahel. L'Espérance de Tunis vit une période faste de son histoire : victoire en Coupe de la CAF 1997, champion de Tunisie 1998 et victoire en Coupe des Coupes 1998. Ce titre en championnat est le premier des 7 titres consécutifs remportés par le club.

## Les 14 clubs participants
| - CA Bizerte - Club olympique de Médenine - Promu de LP2 - Club africain - Espérance sportive de Tunis - Étoile sportive du Sahel - Club Sportif de Hammam-Lif - Promu de LP2 - Avenir sportif de La Marsa | - Club olympique des transports - Stade tunisien - CS sfaxien - Espérance sportive de Zarzis - Jeunesse sportive kairouanaise - Olympique de Béja - Olympique du Kef |

## Compétition

### Classement
Le barème de points servant à établir le classement se décompose ainsi :
- Victoire : 3 points
- Match nul : 1 point
- Défaite : 0 point

| Rang | Équipe                         | Pts | J  | G  | N  | P  | Bp | Bc | Diff |
| ---- | ------------------------------ | --- | -- | -- | -- | -- | -- | -- | ---- |
| 1    | Espérance sportive de Tunis C2 | 69  | 26 | 22 | 3  | 1  | 63 | 10 | +53  |
| 2    | Club AfricainC                 | 59  | 26 | 17 | 8  | 1  | 39 | 15 | +24  |
| 3    | Étoile sportive du SahelT      | 48  | 26 | 14 | 6  | 6  | 36 | 23 | +13  |
| 4    | CS sfaxien C3                  | 45  | 26 | 12 | 9  | 5  | 32 | 12 | +20  |
| 5    | Olympique de Béja              | 34  | 26 | 9  | 7  | 10 | 20 | 30 | -10  |
| 6    | Avenir sportif de La Marsa     | 33  | 26 | 9  | 6  | 11 | 27 | 27 | 0    |
| 7    | CA Bizerte                     | 30  | 26 | 7  | 9  | 10 | 24 | 27 | -3   |
| 8    | Club Sportif de Hammam-LifP    | 29  | 26 | 7  | 8  | 11 | 32 | 32 | 0    |
| 9    | Stade tunisien                 | 29  | 26 | 6  | 11 | 9  | 20 | 32 | -12  |
| 10   | Jeunesse sportive kairouanaise | 29  | 26 | 8  | 5  | 13 | 27 | 41 | -14  |
| 11   | Club olympique de MédenineP    | 28  | 26 | 7  | 7  | 12 | 25 | 37 | -12  |
| 12   | Espérance sportive de Zarzis   | 26  | 26 | 6  | 8  | 12 | 20 | 32 | -12  |
| 13   | Club olympique des transports  | 25  | 26 | 5  | 10 | 11 | 21 | 34 | -13  |
| 14   | Olympique du Kef               | 11  | 26 | 2  | 5  | 19 | 13 | 47 | -34  |

|  | Qualification pour la Ligue des champions 1999 |
|  | Qualification pour la Coupe des Coupes 1999 |
|  | Qualification pour la Coupe de la CAF 1999 |
|  | T : Tenant du titre C : Vainqueur de la Coupe de Tunisie P : Club promu de deuxième division C2 : Vainqueur de la Coupe des Coupes 1998 C3 : Vainqueur de la Coupe de la CAF 1998 |

## Bilan de la saison
| Championnat de Tunisie de football 1997-1998 |                                         |
| Champion                                     | Espérance sportive de Tunis (13e titre) |
| Coupes et trophées                           |                                         |
| Vainqueur de la Coupe de Tunisie 1997-1998   | Club Africain                           |
| Qualifications continentales                 |                                         |
| Ligue des champions 1999                     | Espérance sportive de Tunis             |
| Coupe des Coupes 1999                        | Club Africain                           |
| Coupe de la CAF 1999                         | Étoile sportive du Sahel                |
| Coupe de la CAF 1999                         | CS sfaxien (tenant)                     |
| Promotions et relégations                    |                                         |
| Promus en Ligue Professionnelle 1            | Union sportive monastirienne            |
| Promus en Ligue Professionnelle 1            | Étoile sportive de Béni Khalled         |
| Relégués en Ligue Professionnelle 2          | Aucun (passage de 14 à 16 clubs)        |